# TotalBiscuit
John Bain, dit TotalBiscuit, The Cynical Brit ou TotalHalibut, né le 8 juillet 1984 à Spennymoor (Royaume-Uni) et mort le 24 mai 2018 à Charlotte (États-Unis), est un commentateur et critique britannique de jeux vidéo sur YouTube. Il est célèbre pour ses let's play professionnels sur des jeux tels que Starcraft II et PlanetSide 2, ainsi que pour ses commentaires de jeux vidéo.
Selon le site web Eurogamer, ce sont ses commentaires vidéos sur les jeux indépendants récents et son analyse des actualités qui sont à l'origine de sa popularité. John Bain est également connu pour ses vidéos « premières impressions » de jeux et son engagement pour la protection des consommateurs dans l'industrie vidéoludique.
John Bain annonce en octobre 2015 qu'il est atteint d'un cancer en phase terminale. Il continue à écrire des critiques de jeux après le diagnostic, prenant officiellement sa retraite seulement quelques semaines avant sa mort en mai 2018.

## Biographie

### Jeunesse
John Bain a fait des études de droit à l'université De Monfort, à Leicester. Pendant cette période, il présente une émission musicale consacrée au metal extrême, diffusée sur Demon FM (en), une radio étudiante.

### Débuts
De 2005 à 2010, John Bain travaille pour World of Warcraft Radio, une webradio consacrée au célèbre jeu de rôle massivement multijoueur World of Warcraft, qui a bénéficié d'une reconnaissance particulière de la part du studio Blizzard. John est invité au BlizzCon en 2005 pour couvrir l'événement et il y rencontre Genna, sa future épouse et collègue vidéaste. Après la fin de son contrat chez World of Warcraft Radio, il ouvre le site web cinycalbrit.com, qui lui permet d'héberger son contenu en rapport avec le jeu vidéo[réf. souhaitée].

### Carrière
En 2010, en pleine crise économique, John Bain est renvoyé de la société de conseil financier où il travaillait[réf. souhaitée]. Sa période de chômage coïncide avec la sortie de la bêta de World of Warcraft: Cataclysm. Il commence à réaliser des vidéos où il commente des sessions de jeu et les partage sur YouTube, espérant pouvoir gagner de l'argent grâce au système de revenus publicitaires proposé par le site. Au cours des semaines suivantes, la popularité de TotalBiscuit connaît une forte augmentation. Le commentateur HuskyStarcraft, spécialisé dans le jeu StarCraft II, prend contact avec lui et l'invite à rejoindre The Game Station (plus tard renommée Polaris), un réseau de chaînes YouTube consacrées au gaming[réf. souhaitée].
TotalBiscuit signe un partenariat avec Sony Online Entertainment à l'occasion de l'E3 2012, où il présente une émission consacrée à la découverte de PlanetSide 2 par les visiteurs du salon, filmée sur le stand de SOE.
Le 13 mars 2013, il atteint le cap du million d'abonnés sur sa chaîne YouTube. À cette occasion, il réalise une vidéo d'une demi-heure, où il évoque plusieurs aspects de sa vie.
En 2016, après avoir été un commentateur gamergater dans la controverse du Gamergate, et avoir été personnellement harcelé pour ses positions, il annonce renoncer à apparaître dans les médias sociaux : « Social media is a misnomer, it’s anti-social media. People are just looking for attention from those that they follow. Negative attention is just as good. » (« Le terme "média social" est trompeur, c'est "média anti-social". Les gens cherchent juste à gagner l'attention de ceux qu'ils suivent. Une attention défavorable est tout aussi bonne »).

### Maladie et mort
Vers la fin du mois d'avril 2014, John Bain annonce qu'il présente une masse précancéreuse au niveau du côlon, signe précurseur du cancer colorectal, une maladie déjà diagnostiquée chez deux de ses grands-parents. Quelques jours plus tard, il révèle souffrir d'un cancer complètement développé (« full blown cancer ») et entamer un traitement par chimiothérapie.
John Bain informe en avril 2015 qu'une tomographie a montré une rémission complète de son cancer. Cependant, en octobre de la même année, une autre tomographie montre que si le cancer du côlon a bien été éliminé, il s'était préalablement étendu au foie sous forme métastatique. Les médecins affirment que la pathologie est inopérable, et tablent sur une espérance de vie comprise entre deux et trois ans. John annonce par la suite la séparation de son équipe de sport électronique, Axiom, par voie de presse. En janvier 2016, il déclare prendre ses distances par rapport aux médias sociaux, mais continue à produire ses vidéos de critique de jeux.
Le 23 septembre 2016, John Bain rapporte que son cancer a muté, et qu'un traitement ciblé a réduit la taille de la tumeur de près de 50 %, de 5 cm à 2 cm,.
En octobre 2017, il est l'invité d'un épisode du H3 Podcast au cours duquel il détaille son état de santé. Il décrit sa maladie comme « stable » (c'est-à-dire que le cancer est toujours présent, mais ne s'étend pas). Il dit également que c'est un cancer de stade 4. Le 22 novembre, il tweete que sa chimiothérapie ne fait dès à présent plus effet, mais qu'il reste d'autres traitements envisageables. Il fait également remarquer que si le cancer ne s'est pas propagé, il a recommencé à se développer.
À la mi-avril 2018, John Bain est hospitalisé pour d'intenses douleurs au dos. Les médecins découvrent qu'une tumeur applique désormais une pression sur sa colonne vertébrale. Alors qu'il fait l'objet d'un essai clinique pour prévenir une propagation, les médecins déclarent que le cancer est devenu trop résistant aux médicaments pour qu'une chimiothérapie traditionnelle soit efficace. John apprend aussi qu'il souffre d'insuffisance hépatique. Il est transféré en soins palliatifs avec la possibilité de reprendre le traitement clinique si un essai compatible avec son foie malade était envisageable. Conscient qu'il ne lui reste plus beaucoup de temps à vivre, John annonce qu'il se retire du milieu du jeu vidéo. Il considère qu'il n'est plus capable d'assurer son rôle d'une façon qui serait satisfaisante à la fois pour lui et pour ses fans. Il prévoit de continuer son podcast Co-Optional avec sa femme Genna Bain, se préparant à lui laisser les rênes au cas où il mourrait.
Le 24 mai 2018, Genna annonce sur Twitter le décès de John des suites de son cancer du côlon,.

## Popularité sur le web
John Bain acquiert notamment sa renommée par le biais de sa chaîne YouTube primaire, où il poste ce qu'il appelle du contenu gaming divers « variety gaming content ». Cette chaîne fait partie du réseau Polaris. Son format de vidéo le plus populaire est WTF is...?, une série de vidéos « premières impressions » sur des jeux vidéo[réf. souhaitée]. Will Porter (journaliste chez Eurogamer) le décrit comme « le champion des jeux vidéos indés » et le youtubeur qui correspond le plus au « on aime ou on déteste ». Il laisse entendre que la popularité de John Bain est due à un « ton d'autorité » dont dispose sa voix, quand John lui-même pense que ce sont sa candeur et sa personnalité qui sont à l'origine de son succès[réf. souhaitée]. À sa mort, en mai 2018, John Bain cumule 2,2 millions d'abonnés sur sa chaîne YouTube.
TotalBiscuit est le premier curateur Steam pendant plusieurs années, avec plus de 800 000 abonnés au moment de sa mort,. Du fait de sa grande popularité, en 2017, Valve l'invite aux côtés de Jim Sterling (un autre critique de jeux vidéo) à se rendre au siège social de l'entreprise, pour aider à l'amélioration du magasin Steam et de ses fonctionnalités.
Mis à part sa série WTF is...?, John Bain présente l'émission Content Patch du 30 octobre 2012 au 15 juillet 2016, où il partage et commente l'actualité du jeu vidéo. Il présente également The Game Station Podcast et co-présente Co-Optional Podcast, où il discute de l'actualité avec Jesse Cox, Brooke Thorne (dit Dodger) et un invité. L'émission est diffusée chaque mardi sur sa chaîne Twitch.

## Engagements
En octobre 2013, Wild Game Studios émet une revendication de droit d'auteur sur la vidéo WTF is...? faisant une critique négative de l'un de leur jeux, Day One: Garry's Incident. YouTube accepte cette revendication et la vidéo est enlevée du site. Cependant, le studio avait envoyé à John Bain une copie du jeu destinée à être passée en revue. De plus, la critique constitue légalement une exception au droit d'auteur (fair use). La vidéo réponse de John Bain attire l'attention du public et de la presse, et suscite le mécontentement à l'encontre de Wild Games Studios. La société finit par retirer sa requête,,.
En juillet 2014, une enquête révèle que des youtubeurs ont été rémunérés par les studios de développement pour produire des vidéos sur leurs jeux. S'ensuit un vaste débat sur l'éthique des chaînes consacrées au jeu vidéo. En réponse, John Bain déclare sur Twitter qu'il annoncera systématiquement ses partenariats au début de chaque vidéo concernée. Auparavant, il laissait une simple mention dans la description de chaque vidéo, mais il pense que ce n'est plus suffisant, car la description n'est pas toujours accessible pour les vidéos intégrées à d'autres sites ou visionnées via certaines applications.
Parallèlement à son compte de curateur Steam, John Bain fonde la Framerate Police, un groupe de curateurs dont l'objectif est de tester les jeux qui ont été listés comme étant verrouillés à 30 images par seconde, et de voir s'il n'est pas possible d'augmenter leur framerate (les jeux à haut framerate étant plus beaux et plus réactifs). John déclare à ce propos : « L'une des plus grandes frustrations pour les gens comme ça, c'est quand un jeu les empêche d'atteindre la performance dont leur hardware est capable, à cause de limites arbitraires présentes dans le logiciel lui-même ; et une des plus évidentes et gênantes, qui a un si grand impact sur la façon dont le jeu tourne, c'est le verrouillage à 30 images par seconde (ou moins) ».
En octobre 2014, alors que les critiques traditionnels de jeux vidéo sont dans l'incapacité d'obtenir l'accès anticipé au jeu vidéo La Terre du Milieu : L'Ombre du Mordor, John Bain révèle que des youtubeurs se sont vus l'être offert en échange d'un contrat avec l'éditeur, qui les oblige à présenter le jeu de façon méliorative,,. Les règles établies par la Federal Trade Commission exigent que les accords promotionnels rémunérés soient explicités par les personnes concernées, notamment sur YouTube,.
John Bain s'implique dans la controverse du Gamergate après avoir découvert qu'une vidéo publiée par un vloggeur, relative à l'affaire Zoë Quinn, a reçu un avis DMCA. Il avertit que la suppression de la vidéo pourrait entraîner un effet Streisand, et de ce fait, se fait attaquer sur Twitter,. John en vient à évoquer l'éthique et les problématiques relatives à la presse vidéoludique, et déclare que beaucoup des problèmes d'éthique soulevés pendant la controverse sont réels et méritent réflexion,. Il déclare également que le cyberharcèlement associé au Gamergate est imputable à des loups solitaires qui cherchaient à provoquer le conflit entre les acteurs de la controverse. John Bain interviewe Stephen Totilo (journaliste chez Kotaku) au sujet du Gamergate en général, et plus particulièrement au sujet des soutiens du Gamergate, en ce qui concerne l'éthique et le professionnalisme des équipes de Kotaku.
Le 3 avril 2017, Gearbox Publishing annonce un partenariat avec G2A.com pour une édition collector exclusive du jeu Bulletstorm: Full Clip Edition, qui serait créée et vendue par le site. John Bain se montre critique envers cette opération, rappelant la mauvaise réputation de G2A dans la presse et les accusations faites à l'encontre de l'entreprise, et il menace de boycotter Bulletstorm ainsi que les prochaines productions Gearbox, en s'abstenant de réaliser des vidéos à leur sujet. Le 6 avril, la veille de la sortie du jeu, Gearbox présente une liste d'ultimatums élaborée en collaboration avec John Bain et adressée à G2A, mettant en jeu leur partenariat. Ces impératifs concernent notamment le service Shield de G2A, une API ouverte pour les développeurs et le système de paiement du site. Le lendemain, Gearbox Publishing annonce la fin de sa coopération avec G2A en l'absence d'une réponse du distributeur à leurs injonctions. Le 10 avril, G2A se défend, affirmant que « toutes les requêtes adressées à G2A.com dans l'ultimatum sont en fait appliquées dans notre marché numérique depuis très longtemps », et attribue le problème à la méconnaissance de John Bain et Gearbox de la façon dont G2A opèrerait.

## Sponsoring
En février 2012, John Bain annonce qu'il devient sponsor du joueur BlinG (Team Dignitas), déclarant : « La communauté StarCraft m'a beaucoup donné et en retour, j'ai eu l'occasion de redonner avec SHOUTcraft Invitational. À présent il est temps de faire un pas de plus et de soutenir directement un talent britannique dont je crois qu'il a le potentiel d'être l'un des meilleurs [joueurs] étrangers au monde ».

### Team Axiom
En août 2012, John Bain sponsorise CranK, anciennement membre de l'équipe SlayerS, pour qu'il puisse participer au MLG Pro Circuit 2012 - Summer Championship[réf. souhaitée].
Le 26 septembre 2012, John et sa femme Genna annoncent la création de la Team Axiom, avec John et HuskyStarCraft comme sponsors et CranK, renommé AxCrank, comme premier joueur[réf. souhaitée]. Le groupe se lie avec la Team Acer pour former l'équipe Axiom-Acer, en vue de participer au GOMTV Global StarCraft II Team League. L'effectif d'Axiom se compose d'AxCrank, AxAlicia, AxHeart et AxRyung.
Le 15 octobre 2015, John Bain annonce la dissolution de la Team Axiom à cause de l'aggravation de son cancer et des pauvres performances récentes de l'équipe.

## Récompenses
John Bain a été nommé au titre de Greatest YouTube Gamer lors des Golden Joystick Awards, en 2012. Il est reconnu sur plusieurs sites connus liés au gaming, notamment Technorati et Eurogamer. John a remporté le 2012 Battle Royale organisé par King of the Web, et fait don de ses gains à une organisation à but non lucratif, Charity: Water. En 2014, il fait l'objet d'une entrée de la Brit List de MCV. TotalBiscuit a été nommé pour un Shorty Award. Le 5 décembre 2014, il a reçu le Game Award des fans dans la catégorie « Joueur influent ».